# Martial de Savignac
Pour les articles homonymes, voir Savignac.
Martial de Savignac, né le 23 février 1758 au château des Vaux à La Jonchère en Limousin et mort le 10 mai 1796 à Laval en Mayenne, était le curé de Vaiges du 19 septembre 1786 à sa mort. Favorable aux chouans de la Mayenne, il fut fusillé le 10 mai 1796.

## Biographie
Né le 23 février 1758 au château des Vaux, à La Jonchère dans le Limousin, curé de Saint Hilaire d'Autran, Martial de Savignac fut pourvu le 7 août 1786 de la cure de Vaiges par l'abbé d'Évron, vicaire général à Limoges, Eutrope Pradel de Chardebœuf.
Ses vertus sacerdotales plus encore que ses qualités naturelles lui concilièrent la confiance de ses concitoyens et de ses paroissiens. Dans son serment, il réserva expressément « tout ce qui concerne la foi et la puissance de l'Église catholique, apostolique et romaine. ». Dans l'impuissance où l'on était alors d'installer ou de maintenir un curé « intrus » à Vaiges, on intima à Martial de Savignac l'ordre de se retirer à Évron. Il y fut deux mois, d'octobre 1791 au 2 décembre 1791, sans que la population cessât son hostilité à l'encontre du curé jureur. Il revint alors, chanta solennellement la messe de minuit à Noël, fut dénoncé de nouveau et condamné à se retirer dans son pays d'origine ou à Laval. Il obéit à cette sentence encore exceptionnelle le 6 janvier 1792, mais, quand fut porté le décret de réclusion pour les prêtres internés, Martial de Savignac échappa le 26 août 1792 à sa surveillance et revint se cacher dans sa paroisse.
La municipalité de Vaiges, qui lui donna un passeport, fut inquiétée, mais le zélé curé continua pendant toute la Terreur de visiter les malades, sans que ses paroissiens ne se lassassent de le cacher au péril de leur vie et de pourvoir à ses besoins.
Monsieur Jacques, venu dans le Maine au mois d'août 1794 pour donner de la cohésion aux bandes de Chouans, isolées jusque-là, obtint du curé de Vaiges qu'il s'attachât à sa division en qualité d'aumônier pour maintenir ses hommes dans les pratiques religieuses.
À la fin de 1795, Michel Jacquet dit Taillefer le prit avec lui pour aller trouver, au château de Bourmont près d'Angers, le général de Scépeaux et lui demander un officier instruit. Ils revinrent avec le général Claude-Augustin de Tercier, qui apprit à Martial de Savignac que ses deux frères, Charles, ex-capitaine au régiment du Lyonnais, et Joseph, ex-capitaine au régiment d'Artois, qui faisaient partie de l'expédition de Quiberon, avaient été fusillés le 28 août et le 1er septembre. Le prêtre et l'officier furent d'intimes amis.
Le jour de Pâques, 27 mars 1796, Martial de Savignac dit la messe à Bazougers devant toute la division. Les Bleus parurent. Le curé se trouva forcément au milieu de la mêlée, jusqu'au moment où Tercier eut envoyé deux hommes pour le dégager et le conduire à sa retraite. Malgré les avertissements qu'on lui donna alors de s'éloigner, il revint le 29 avril à Bazougers pour son ministère. Mais il fut surpris dans un verger, lisant son bréviaire, arrêté et conduit à Meslay, puis à Laval. Ce fut une désolation pour tout le pays. Ses amis, aidés même par des patriotes qui admiraient le digne curé de Vaiges, mirent tout en œuvre pour sauver sa vie.
Mais le général Chabot avait résolu d'avoir la tête de son prisonnier.

## Les procès et l'exécution
Un premier jugement, le 7 mai 1796, porta la peine à 15 ans de fers. Des témoins étaient venus
déposer que le prêtre leur avait sauvé la vie, et lui-même jura qu'il n'avait eu d'autre désir que de procurer la paix, d'arrêter l'effusion du sang et qu'il n'avait prêché que le pardon. 
Chabot ordonna la révision du procès, qui fut cassé, et le 9 mai 1796 fut formée une nouvelle commission militaire devant laquelle Martial de Savignac parut sans illusions.
En entendant la sentence de mort à 5 heures du soir, il ne dit que ces mots en levant les yeux au ciel : In manus tuas, Domine, commendo spiritum meum.
Suzanne Loyand lui procura l'assistance de Claude-Marie-Anne Letort, curé de Juvigné, emprisonné au bas de la rue Renaise à Laval, qui devait même dire la messe dans la prison, mais que le général, craignant d'être compromis, ordonna de conduire à sa prison à 11 heures. Il passa la nuit en prières et en conversations pieuses avec Mle. Loyand, écrivit des lettres admirables aux personnes chez lesquelles il avait été pris, à la famille Duchemin, à ses paroissiens surtout. L'abbé Angot écrit « J'ai dit contre mon habitude qu'il s'agissait du testament d'un martyr. Je ne m'en repens pas. M. Morvan écrit qu'il fut condamné justement, légalement serait peut-être plus supportable ; mais cela n'empêcherait pas M. de Savignac, fusillé le mardi 10 mai 1796, à midi, sur la place du Gast à Laval, d'être mort pour sa foi. Qu'on lise la lettre de Mle Arthémise Duchemin rendant compte de cette fin édifiante, et qu'on dise si elle ne croyait pas écrire, elle aussi, les actes d'un martyr... ».

### Sources et bibliographie
- « Martial de Savignac », dans Alphonse-Victor Angot et Ferdinand Gaugain, Dictionnaire historique, topographique et biographique de la Mayenne, Laval, A. Goupil, 1900-1910 [détail des éditions] (BNF 34106789, présentation en ligne).
- Histoire de la Vendée militaire.
- Souvenirs de la chouannerie, par Jacques Duchemin des Cépeaux ; H. Godbert, imprimeur-libraire-éditeur à Laval, 25, rue de la Trinité, et librairie E. Dentu, Palais-Royal, Paris, 1855.
- Dictionnaire des chouans de la Mayenne, de Hubert La Marle, Association du souvenir de la chouannerie mayennaise, imprimerie de la manutention, Éditions régionales de l'Ouest, Mayenne, 2005.